# Joscha Kunstmann
Joscha Kunstmann (* 20. Juli 2003 in Bad Soden am Taunus) ist ein deutscher Volleyballspieler.

## Karriere
Kunstmann begann seine Karriere beim TuS Kriftel. Dann ging er zum Volleyball-Internat Frankfurt. Mit der Mannschaft spielte er von 2019 bis 2021 in der Zweiten Liga. Danach wechselte der Mittelblocker, der auch mal im Diagonalangriff zum Einsatz kommt, zum VC Olympia Berlin. Mit dem VCO trat er zunächst in der Zweiten Liga Nord und in der Saison 2022/23 in der ersten Bundesliga an. Außerdem war er Kapitän der U20-Nationalmannschaft, die in der EM-Qualifikation und beim European Youth Olympic Festival 2022 antrat.
Zur Saison 2023/24 wurde Kunstmann vom deutschen Bundesligisten SVG Lüneburg verpflichtet. Mit dem Verein kam er im DVV-Pokal 2023/24 ins Halbfinale. International spielte Lüneburg zunächst in der Champions League und erreichte dann das CEV-Pokalfinale. In der Bundesliga kam die SVG als Tabellenvierter in die Playoffs. 2024/25 verloren die Lüneburger im DVV-Pokal-Viertelfinale gegen die Berlin Recycling Volleys, bevor sie denselben Gegner in der Playoff-Runde der Champions League besiegte und ins Viertelfinale kam. Im Playoff-Finale unterlagen sie den BR Volleys wiederum und wurden Vizemeister. Auch 2025/26 spielt Kunstmann für Lüneburg.